# Rosental (Kärnten)
Rosental är en dal i Österrike.   Den ligger i förbundslandet Kärnten, i den sydöstra delen av landet, 250 km sydväst om huvudstaden Wien.
I omgivningarna runt Rosental växer i huvudsak blandskog. Runt Rosental är det ganska tätbefolkat, med 144 invånare per kvadratkilometer.